# Diores radulifer
Diores radulifer es una especie de araña del género Diores, familia Zodariidae. Fue descrita científicamente por Simon en 1910.
Habita en Sudáfrica.